# Dani Ive Marjanovića
Dani Ive Marjanovića je tradicionalna manifestacija koja se održava u selu Gatima u Poljicima, u omiškom zaleđu, u čast glumca Ive Marjanovića.
U sklopu ove manifestacije su velike noći folklora, kazališne predstave, raznorazne promocije poljičkog života i običaja. Redovni gosti su lokalni guslari i etnoglazbenici, klape, mjesni KUD-ovi, skupine pučkih pjevača ("pučki pivači").

## Vanjske poveznice
- Dani Ive Marjanovića